# اوندالسنس
اوندالسنس (به لاتین: Åndalsnes) یک شهرک در نروژ است که در استان موره او رومسدال واقع شده‌است. اوندالسنس ۲٫۲۲ کیلومتر مربع مساحت و ۲٬۲۴۴ نفر جمعیت دارد و ۱۶ متر بالاتر از سطح دریا واقع شده‌است.

## نگارخانه

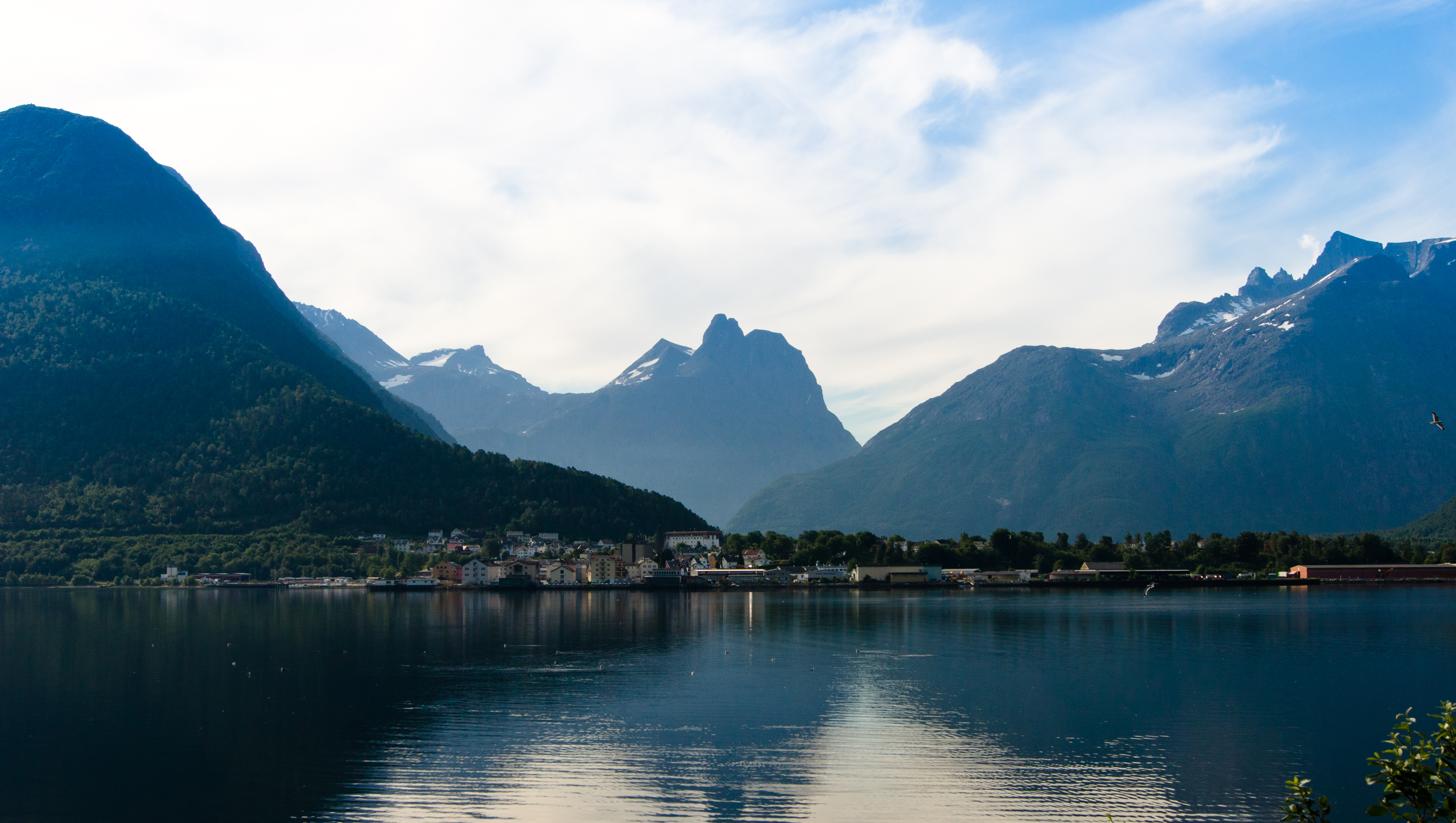
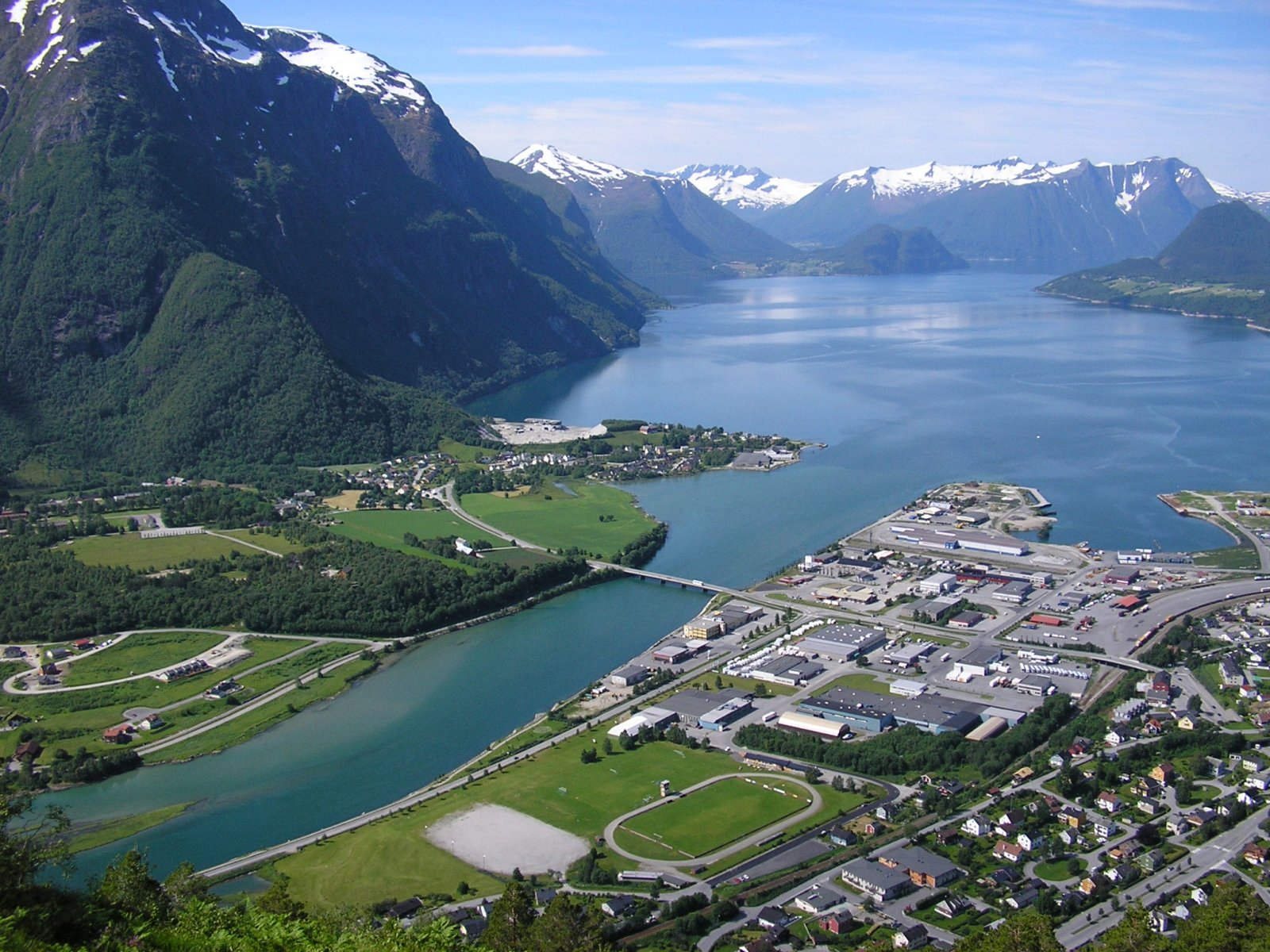